# Terremoto della Siria del 1202
Il terremoto della Siria del 1202 è stato uno dei più catastrofici eventi sismici del Medioevo. La scossa ha avuto origine nel sud della Siria all'alba del 20 maggio 1202 (598 AH), con epicentro localizzato nella città di Al Zabadani. Stando alle fonti storiche, il numero delle vittime dovrebbe attestarsi attorno a 1.200.000, distribuite nella vasta area interessata dal terremoto e dal conseguente maremoto, ovvero dalla Sicilia all'Iraq, dall'Anatolia all'alto Egitto. Le città di Tiro, Acri e Nablus vennero gravemente danneggiate.

## Resoconti del terremoto
Numerose sono le fonti riguardo alla serie di scosse succedutesi tra il 1201 ed il 1202 (597-598 AH). Non è chiaro se i vari cronisti si riferissero ad una serie di eventi sismici non connessi tra loro o ad una singola scossa distruttiva con successive repliche. A causa della rarità di eventi sismici di tale portata nell'area, è probabile che parlino tutti dello stesso terremoto. C'è tuttavia chi crede che gli eventi siano sconnessi, identificandone due: il primo  (Ms = 7.5) del 6 giugno 1201 ed il secondo (Ms = 6.8) del 20 maggio 1202, verificatisi in due aree differenti (benché contigue) della depressione del Mar Morto.

## Cause
La distribuzione dei danni suggerisce che il terremoto si sia originato dallo scorrimento di un segmento della faglia nell'area di depressione in cui si trova il Mar Morto. Dettagliati studi dei recenti sedimenti lungo la linea della depressione di Yammoûneh, che costeggia la Valle della Beqa', indica nei movimenti su questa faglia come la probabile origine del terremoto.

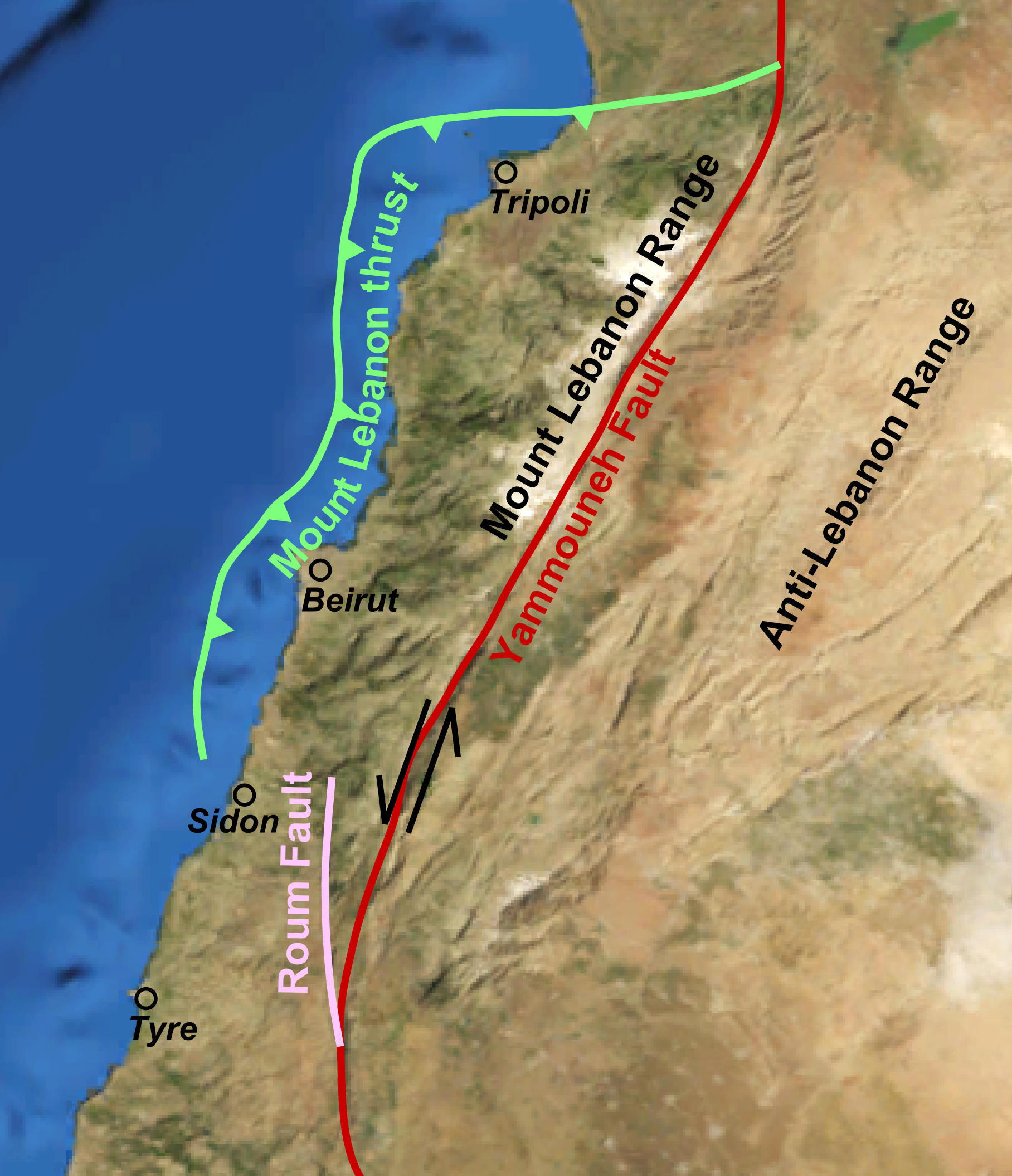
la faglia di Yammouneh

Lo tsunami sembrerebbe non essere connesso direttamente da tali movimenti, giacché nessuno di essi è avvenuto sul fondo del mare, tenendo anche conto che la maggior parte dei maremoti descritti nel Mediterraneo più che originati dalle scosse, sono conseguenza delle frane sottomarine ad esse correlate.

## Effetti

### Aree interessate
Il terremoto venne avvertito in Sicilia, Armenia, Anatolia, Cipro, Libano, Siria, Iraq, Iran, Giordania ed Egitto (città più a sud Aswan). I danni maggiori si ebbero sul Monte Libano, Tiro, Acri, Baalbek, Beit Jann, Al-Samyra, Nablus, Banyas, Damasco, Hauran, Tripoli e Hama (VIII-IX).

### Tsunami
Lo tsunami interessò la parte orientale dell'isola di Cipro e le coste di Libano e Siria.

### Vittime
La cifra storicamente riportata di 1.100.000 morti non è riferita alle vittime del solo evento sismico, bensì ai decessi successivi, dovuti principalmente a carestie, causate dal parziale prosciugamento del Nilo, e dalle conseguenti epidemie. Una stima più realistica attesta 30.000 vittime.